# 福建广播电台
福建广播电台，曾是中华民国时期福建省省属與国属的广播电台，原为福建省属福州广播电台，于1933年创建于福州，闽变时期曾被中华共和国人民革命政府接管为政府广播电台，后属于南京国民政府，抗日战争时期内迁永安并更名为福建广播电台，1949年中共占领福州后，该广播电台被解放军接管，并改为福建人民广播电台。

## 历史
1933年5月，中华民国福建省政府以法币4.4万元委托上海亚洲电器公司设计装配，在福州东大路汤井巷3号创建福州广播电台，当年10月16日建成试播。该台为中波台，波长172米、功率250瓦，隶属于福州无线电局，由省政府直接领导。1933年11月20日，闽变爆发，中华共和国人民革命政府在福州成立，福州广播电台被接管为政府电台，每日播音4小时，上午10时至11时为中华共和国人民革命政府施政报告，下午1时至2时为新闻、广告时段，晚上7时至9时转播中央电台新闻，并播送气象和音乐节目。1934年1月6日，蔡廷锴还通过该台发表新年广播讲话。1934年中华共和国灭亡后，该台暂停播放。
1934年3月1日，福州广播电台被移交南京中央广播管理处管理，呼号XGOF，发射频率为1030千赫，从3月5日起试播，7月1日正式开播，并为避免与山东电台混淆而将呼号改为XGOL，台长为黄天如，职员10人，每日从9时至晚间21时50分间歇播音7小时40分，其新闻节目分别用中国国语、福州语、闽南语播出。后来又将发射波长改为291.3米以排除其他电台同频干扰，1936年有职员14人。
抗战时期，1938年福州广播电台随福建省政府内迁至永安，并更名为福建广播电台，呼号后被改为XGOY，台址设在永安北门外龟山观音阁。1940年10月增加了1部200瓦短波发射机与原中波机联播。1943年1月2日该台曾遭日本飞机轰炸，台长钟震之遇难，直到2月才恢复播音，台长由薛敦平担任，职工有26人。福建广播电台为抗日战争中后期中国仅有的几处继续播音的中华民国政府公营广播电台，其他几个电台为重庆、成都、南宁、西安、南郑。1944年元旦，福建广播电台还举行了播音大会和展览会，邀请各界人士前来参观。
1945年9月二战结束后，福建广播电台迁回福州，搬到中山路12号龙泉古迹，1947年5月修复原汤井巷台址后又迁回原址，播音呼号为XUPA，增设1部1千瓦1140千赫的中波发射机，隶属于中国广播公司。1949年中共占领福州之前，福建广播电台有职工18人，设工务、传音、总务3个科，有250瓦和1千瓦中波发射机各1部。随着国共内战国民政府中央军的失势，解放军迅速向中国南方推进，1949年5月15日，福建广播电台台长薛敦平避往厦门，并准备将电台转移到厦门继续广播。到了1949年8月7日，厦门广播电台与福建广播电台预备合并，并以福建台名义继续在厦门广播，但未及搬迁，福州就被解放军占领，福建广播电台随后于8月24日由中国人民解放军福州军事管制委员会接管，当晚就更名为福建人民广播电台并开始播音。

## 播出内容
1933年为建台之始，在闽变期间福州广播电台每天有4小时播音时间。上午10时至11时，广播福建人民革命政府施政报告，或者是各级各部门政府报告；下午1时至2时，为国内外新闻、商情、广告时段；晚间7时至9时，转播中央电台新闻，并播送本地气象和音乐节目。福州广播电台的节目预告会在《民国日报》上逐日刊登。中华共和国的高级官员也会借助电台对民众进行广播，1934年1月6日，蔡廷锴就在该台做了共和国二年元旦广播讲话。
1934年福州广播电台被南京国民政府中央广播事业管理处接管后，每日播音时间延长为7小时40分，间歇的在上午9时至晚间21时50分间播出，其中新闻报道占了1小时，报道语言为中国国语、福州语和闽南语。1936年时每日播音达到8小时，播出有新闻、党义、教育、娱乐等节目，各节目比例为新闻18%，常识演讲26.7%，娱乐33.5%，其余有党政报告、国语教授、儿童教育等节目。其工作目标是在多山、交通阻隔的福建传达政令、递送官方口径的新闻与言论、辅佐普及教育、沟通侨报、统一意旨、团结对外。
抗日战争内迁永安期间，福建广播电台每天播音6小时，是当时全中国仅有的6座仍在继续播音的国民政府官方电台之一，曾播出过《抗战讲座》、《肃清汉奸》、《抗战剧运》等广播讲座。1944年元旦还举办了大型播音大会和展览会。1945年迁回福州后，到了1947年，其新闻节目占到28%，宣传教育节目有22%，音乐戏剧节目达50%。